# Peucedanum pyramidatum
Peucedanum pyramidatum är en flockblommig växtart som beskrevs av Gustav Karl Wilhelm Hermann Karsten och Ivan Petrovich Kirilov. Peucedanum pyramidatum ingår i släktet siljor, och familjen flockblommiga växter. Inga underarter finns listade i Catalogue of Life.